# Gregg L. Semenza
Gregg Leonard Semenza (né le 1er juillet 1956 à Flushing) est un médecin et professeur américain spécialisé en génétique médicale et pédiatrie. Il est connu pour sa découverte du facteur induit par l'hypoxie, et pour être un des membres fondateurs de l'American College of Medical Genetics.
Il a obtenu le prix Nobel de médecine 2019 qu'il partage avec William Kaelin Jr. et Peter J. Ratcliffe pour leurs travaux sur l'oxygénation des cellules.

## Biographie
Né dans la ville de New York en 1956, Gregg Leonard Semenza est l'ainé de cinq enfants. Il étudie la génétique médicale à l'Université Harvard, et plus particulièrement les altérations chromosomiques dans la trisomie 21. Il poursuit son cursus médical à l'Université de Pennsylvanie à Philadelphie où il s'intéresse à la bêta-thalassémie, dans le laboratoire d'Elias Schwartz et Saul Surrey à l'hôpital pour enfants de Philadelphie. Il obtient son doctorat en 1984,,.
Après un internat en pédiatrie à l'Université Duke, il effectue un clinicat en génétique médicale à l'hôpital universitaire Johns Hopkins à Baltimore, dans lequel il exerce toujours. Il y rencontre notamment les docteurs Haig Kazazian et Stylianos Antonarakis,,.

## Rétractations
En 2011, Semenza a retiré du Biochemical Journal un article co-écrit avec Naoki Mori (et d'autres collaborateurs), et en 2022 a retiré quatre articles de PNAS selon Retraction Watch. Depuis 2022, des inquiétudes concernant l'intégrité des images dans 52 articles co-écrits par Semenza ont été soulevées sur PubPeer. Cela a conduit à des enquêtes par les revues où ces articles sont paru, entraînant de nombreuses corrections, rétractations et expressions d'inquiétude.

## Vie privée
Il est marié à Laura Kasch-Semenza, qu'il a rencontré à l'institut Johns Hopkins.

## Récompenses
- 1989 : Lucille P. Markey Scholar Award in Biomedical Science, Markey Trust
- 1995 : Membre de la Société Américaine de Recherche Clinique
- 2000 : E. Mead Johnson Award for Research in Pediatrics, Society for Pediatric Research
- 2008 : Membre de l'Académie Nationale des Sciences
- 2008 : Membre de l'Association des Médecins Américains
- 2010 : Canada Gairdner International Award
- 2012 : Membre de l'Académie Nationale de Médecine
- 2012 : Grand Prix de la Fondation Lefoulon-Delalande
- 2014 : Wiley Prize
- 2016 : Albert Lasker Basic Medical Research Award
- 2019 : Prix Nobel de médecine